# Округ Ешли (Арканзас)
Округ Ешли (енгл. Ashley County) је округ у америчкој савезној држави Арканзас. По попису из 2010. године број становника је 21.853. Седиште округа је град Хамбург.

## Демографија
Према попису становништва из 2010. у округу је живело 21.853 становника, што је 2.356 (9,7%) становника мање него 2000. године.
| Група             | 2000.          | 2010.          |
| Белци             | 16.702 (69,0%) | 14.901 (68,2%) |
| Афроамериканци    | 6.561 (27,1%)  | 5.640 (25,8%)  |
| Азијати           | 43 (0,2%)      | 40 (0,2%)      |
| Хиспаноамериканци | 776 (3,2%)     | 1.069 (4,9%)   |
| Укупно            | 24.209         | 21.853         |